# Antti Piimänen
Antti Piimänen (né en 1712 à Längelmäki – mort le 16 octobre 1775 à Turku) est un constructeur d'églises et charpentier finlandais.

## Biographie
Antti Piimänen épouse en 1737 Anna Yrjöntytär (décédée en 1785), leur fils Mikael Piimänen sera aussi un constructeur d'églises.

## Ouvrages principaux
- 1755, Église de Dragsfjärd
- 1767, Église de Kangasala
- 1767, Clocher de l'église de Kumlinge
- 1784, Église de Kökari
- 1776, Église de Längelmäki
- 1765, Église de Marttila
- 1772, Clocher de l'église de Ruovesi
- 1776, Église de Säkylä
- 1772, Église de Vihti